# Araceli Vendrell i Gener
Araceli Vendrell i Gener (Barcelona, 6 de maig de 1963) és una advocada i política catalana, diputada al Parlament de Catalunya en la V Legislatura.

## Biografia
Llicenciada en dret per la Universitat de Barcelona, és membre del Col·legi d'Advocats de Barcelona. Ha treballat en diversos bufets d'advocats i com a tècnica superior als ajuntaments de Matadepera i de Sabadell.
Des de 1985 milita a Unió Democràtica de Catalunya, partit del qual ha estat membre del comitè de govern. A les eleccions al Parlament de Catalunya de 1995 fou escollida diputada a les llistes de CiU per la província de Barcelona. Fou nomenada directora general de Dret i d'Entitats Jurídiques del Departament de Justícia i Interior de la Generalitat de Catalunya, càrrec del qual cessà el 2004. El 2002 es va veure implicada en el cas Pallerols sobre el finançament irregular d'UDC